# Marx Memorial Library
Marx Memorial Library - biblioteka w Londynie przechowująca książki, broszury i gazety traktujące o marksizmie i historii klasy pracującej. 
Biblioteka została otwarta w 1933 roku w budynku na Clerkenwell Green 37a (zbudowanym w 1737 roku), byłej siedzibie wielu radykalnych organizacji.
Włodzimierz Lenin podczas swojego pobytu w Londynie w latach 1902–1903 używał jednego z pomieszczeń w budynku do produkcji gazety Iskra. Biuro zachowało się do dziś i jest jedną z atrakcji turystycznych.